# رومئو باید بمیرد
رومئو باید بمیرد (به انگلیسی: Romeo Must Die) عنوان فیلمی رزمی و اکشن به کارگردانی آندری بارتکویاک می باشد که در بیست و دوم مارس سال ۲۰۰۰ میلادی منتشر شد. مدت زمان این فیلم صد و پانزده دقیقه است.

## بازیگران
- جت لی - در نقش هان سینگ
- آلیا - در نقش تریش اودی
- راسل ونگ - در نقش کای
- دلروی لیندو - در نقش آیزاک اودی
- ایسایا واشنگتن - در نقش مک
- آنتونی اندرسون - در نقش موریس
- هنری او - در نقش چئو سینگ
- دی. بی. وودساید - در نقش کالین اودی
- جون کیت لی - در نقش پو سینگ
- ادواردو بالرینی - در نقش وینسنت راث

و ...

## بودجه ، فروش
برای ساخت رومئو باید بمیرد ، بیست و پنج میلیون دلار هزینه شد . این فیلم در گیشه بیش از نود و یک میلیون دلار فروش کرد .

## موسیقی فیلم
1. "Try Again" 4:44 (Aaliyah)
2. "Come Back in One Piece" 4:18 (Aaliyah featuring DMX)
3. "Rose in a Concrete World (J Dub Remix) 4:50 (Joe)
4. "Rollin' Raw" 3:59 (BG From Ca$h Money)
5. "We At It Again" 4:45 (Timbaland & Magoo)
6. "Are You Feelin' Me?" 3:10 (Aaliyah)
7. "Perfect Man" 3:47 (Destiny's Child)
8. "Simply Irresistible" 4:00 (Ginuwine)
9. "It Really Don't Matter" 4:12 (Confidential)
10. "Thugz" 4:12 (مک ۱۰ featuring The Comrades)
11. "I Don't Wanna" 4:16 (Aaliyah)
12. "Somebody's Gonna Die Tonight" 4:36 (Dave Bing featuring Lil' Mo)
13. "Woozy" 4:10 (Playa)
14. "Pump the Brakes" 4:27 (Dave Hollister)
15. "This Is a Test" 3:20 (چانتی مور)
16. "Revival" 4:57 (Non-A-Miss)
17. "Come On" 3:50 (Blade)
18. "Swung On" 3:15 (استنلی کلارک featuring Politix)